# Lapsias estebanensis
Lapsias estebanensis là một loài nhện trong họ Salticidae.
Loài này thuộc chi Lapsias. Lapsias estebanensis được Eugène Simon miêu tả năm 1900.